# ᶹ
Cette page contient des caractères spéciaux ou non latins. S’ils s’affichent mal (▯, ?, etc.), consultez la page d’aide Unicode.
ᶹ, appelée v de ronde en exposant, v de ronde supérieur ou lettre modificative v de ronde, est un symbole utilisé dans l’alphabet phonétique international. Il est formé de la lettre v de ronde mise en exposant.

## Utilisation
Dans l’alphabet phonétique international, le v de ronde en exposant peut être utilisé après la lettre d’une consonne pour représenter sa labiodentalisation, comme [tᶹ],,,.
Le v de ronde en exposant est parfois utilisé pour représenter la seconde partie d’une diphtongue, par exemple [aᶹ].

## Représentations informatiques
La lettre modificative v de ronde peut être représenté avec les caractères Unicode suivants (Latin étendu – extensions phonétiques – supplément) :
| formes       | représentations | chaînes de caractères | points de code | descriptions                             | note                            |
| ------------ | --------------- | --------------------- | -------------- | ---------------------------------------- | ------------------------------- |
| modificative | ᶹ               | ᶹ                     | U+1DB9         | lettre modificative minuscule v de ronde | codé pour le symbole phonétique |